# Gunnera insignis
Gunnera insignis ist eine Pflanzenart aus der Gattung Gunnera. Es handelt sich um eine großwüchsige ausdauernde, krautige Pflanze, die in den Gebirgen von Mittelamerika beheimatet ist.

## Beschreibung

### Vegetative Merkmale
Gunnera insignis ist eine großwüchsige ausdauernde, krautige Pflanze mit einem fleischigen, annähernd aufrechten, ungefähr 3 dm langen und 1 dm dicken Rhizom. Dieses ist mit zahlreichen roten, 3–12 cm langen und bis zu 5 cm breiten, an der Spitze tief zerschlitzten, einheitlich behaarten Niederblättern besetzt. Die grundständigen, schraubig angeordneten Laubblätter haben einen sehr kräftigen, mehr oder weniger aufrechten, 1,5–2 m langen, an der Basis bis zu 8 cm dicken Stiel. Dieser ist oberseits schwach rinnig, fein rostfarben flaumhaarig und mehr oder weniger dicht mit bis ungefähr 1 mm langen Stacheln besetzten. Die im Umriss breit nierenförmige bis kreisförmige Blattspreite hat einen Durchmesser von 1–2 m oder mehr. Der Spreitengrund ist tief herzförmig oder pfeilförmig. Selten ist der Ansatz des Blattstiels auch schildförmig (peltat). Die handnervige Spreite besitzt sieben bis zehn breite, undeutlich gabelig geteilte, am Rand gekerbt-gesägte Lappen. Die Tiefe der Einschnitte dazwischen erreicht höchstens ein Drittel des Radius der Blattspreite. Die Nerven sind auf der Spreitenoberseite eingesenkt, auf der Unterseite vorspringend und mit bis etwa 1 mm langen Stacheln besetzt. Die Hauptnerven enden am Spreitenrand in auffälligen Hydathoden. Die Spreitenoberseite ist von abgerundeten Warzen schwach rau, auf den Nerven behaart und zwischen den Nerven etwas nach oben gewölbt. Die Unterseite ist mehr oder weniger dicht und fein rostfarben flaumhaarig, insbesondere an den Nerven, oder selten auch verkahlend.

### Generative Merkmale
Die bis zu 2 m hohen, roten Blütenstände stehen in den Achseln der grundständigen Laubblätter. Es handelt sich um Doppelähren mit schwach gefurchter, höckeriger Hauptachse und 10–25(–30) cm langen Ästen. Die lanzettlichen bis schmal elliptischen Tragblätter der Äste sind 15–32 mm lang, 5–8 mm breit und haben grob gesägte, gewimperte Ränder und eine scharfe Spitze. Hauptachse, Äste und deren Tragblätter sind rostfarben flaumhaarig. Die Äste des Blütenstands tragen zahlreiche kleine, sitzende, tragblattlose Blüten.

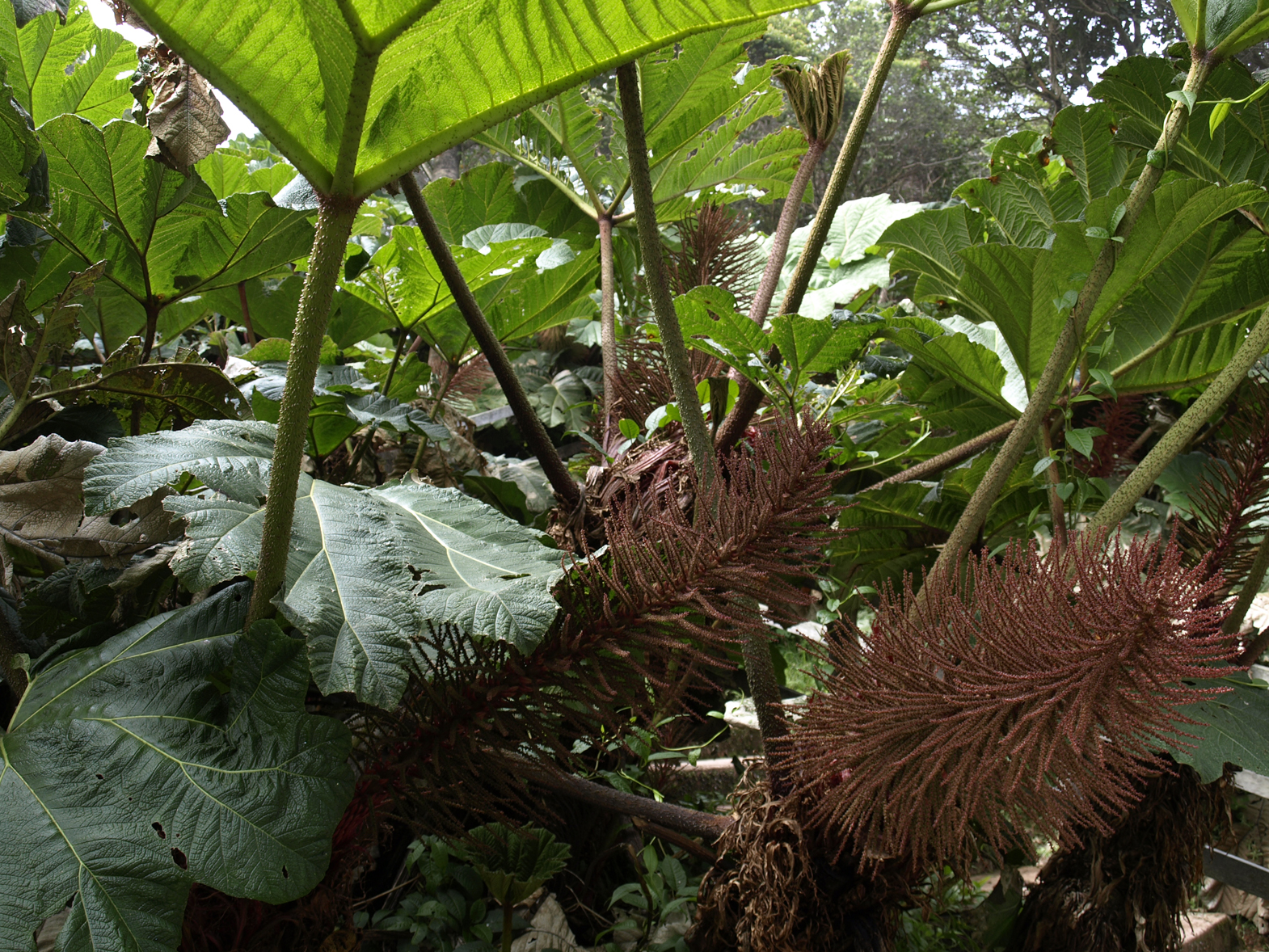
Gunnera insignis, Blütenstände

Die zwittrigen, proterandrischen, roten Blüten haben eine Blütenhülle aus zwei breit dreieckigen, ungelappten, etwa 0,25 mm langen, bespitzten Kelchblättern. Kronblätter fehlen oder, falls sie vorhanden sind, fallen sie leicht ab. Sie sind löffelförmig, ganzrandig und haben eine fadenförmige Spitze. Es sind zwei 1,5–3 mm lange Staubblätter vorhanden. Die 0,7–1,3 mm langen, basifixen, also an ihrem Grund dem Staubfaden angehefteten, breit eiförmigen Staubbeutel öffnen sich der Länge nach. Der unterständige, einfächerige Fruchtknoten besteht aus zwei miteinander verwachsenen Fruchtblättern. Er ist breit ellipsoidal, 1–1,5 mm lang und kahl. Die beiden fädigen, dicht papillösen Griffeläste sind 0,7–1,3 mm lang. Es ist nur eine einzige hängende Samenanlage vorhanden.
Die Früchte sind einsamige, breit eiförmige, 1,5–2,2 mm lange und 1,4–2 mm breite Steinfrüchte. In reifem Zustand sind sie weiß.
Gunnera insignis blüht und fruchtet hauptsächlich im März und April, weniger häufig das ganze übrige Jahr hindurch.

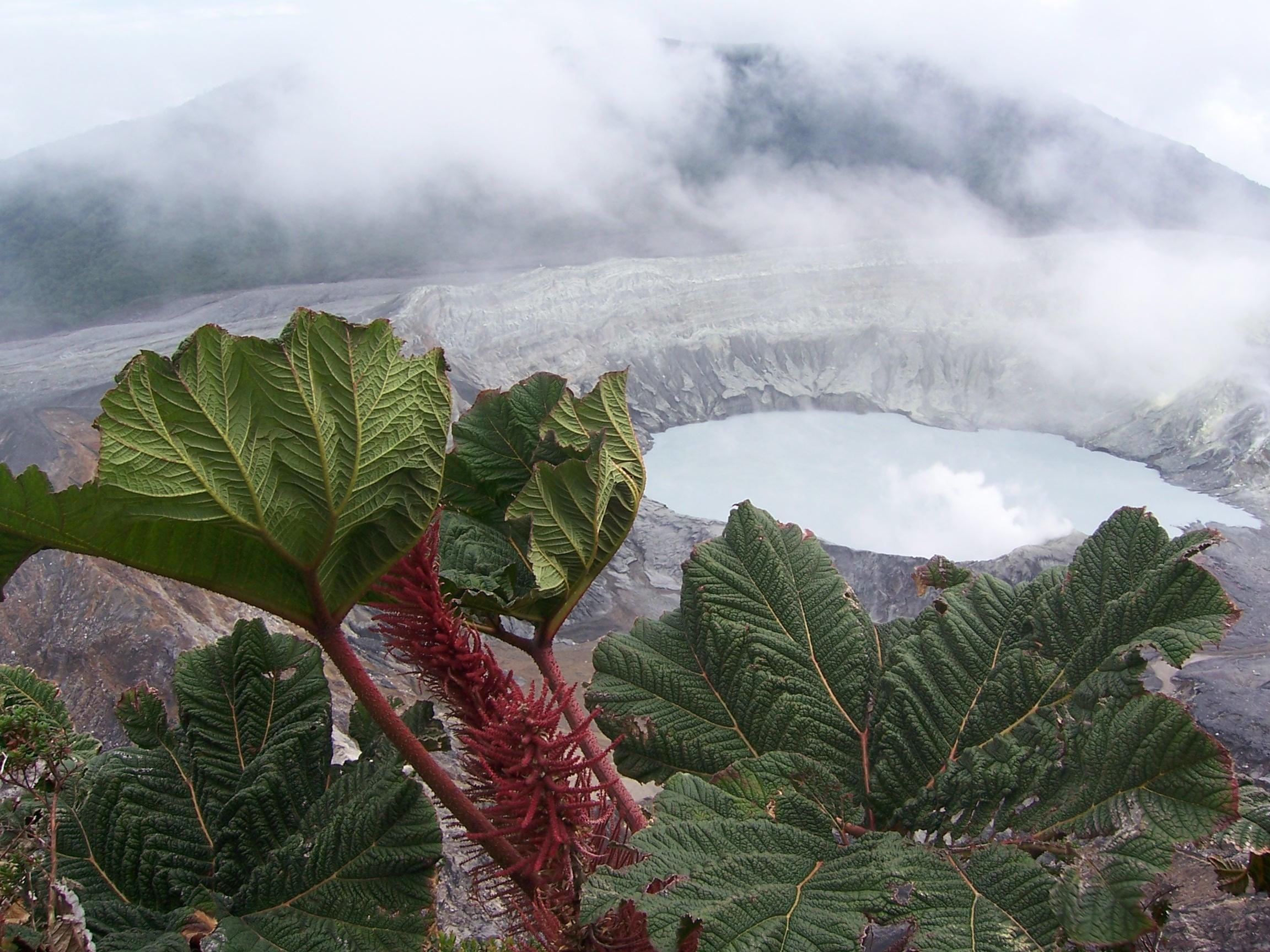
Gunnera insignis in Blüte am Krater des Vulkans Irazú

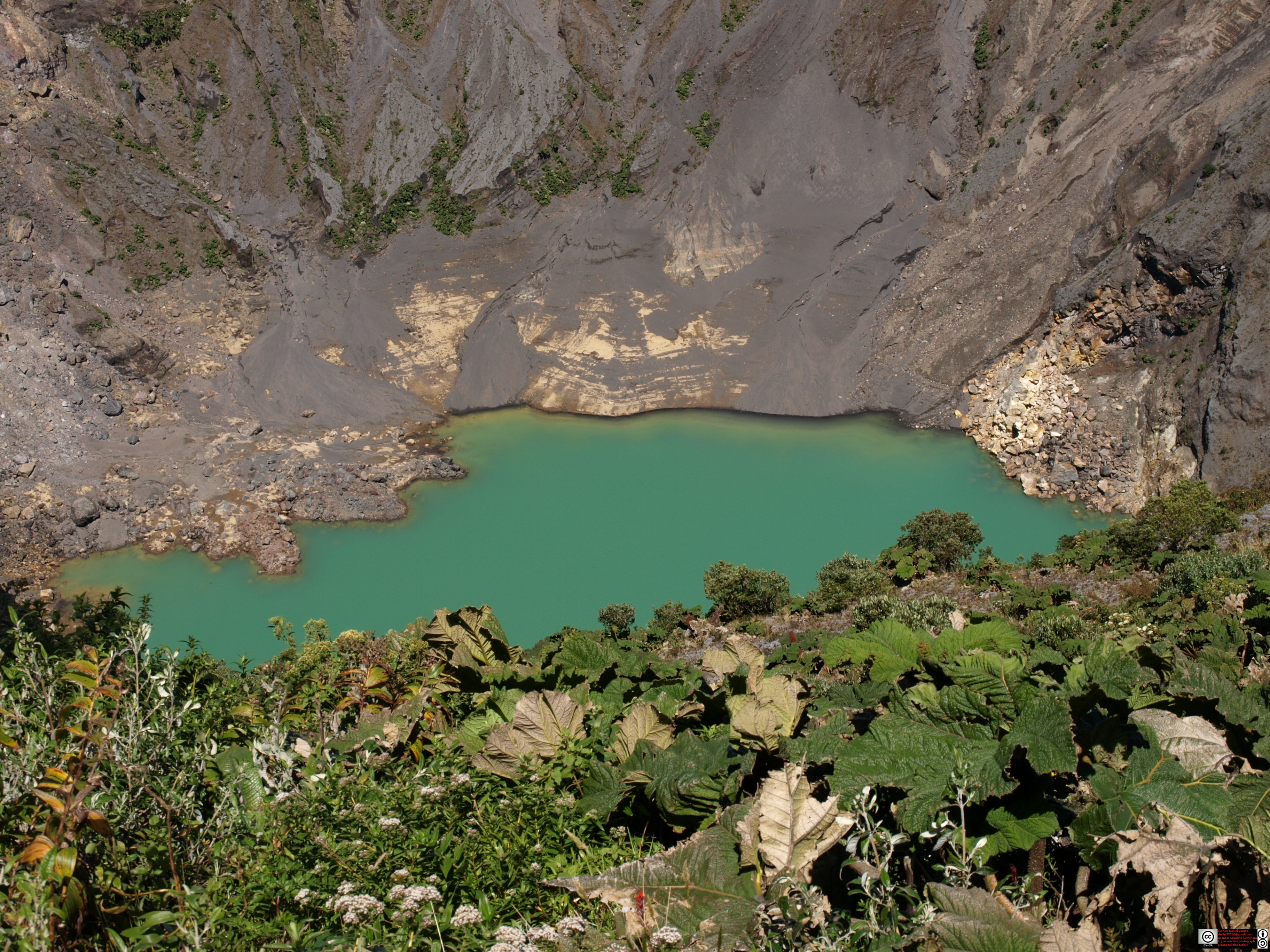
Gunnera insignis am Vulkan Irazú

## Verbreitung und Lebensraum
Das Hauptverbreitungsgebiet von Gunnera insignis liegt in den Gebirgen von Costa Rica und im Westen von Panama. Ein isoliertes Vorkommen existiert daneben im Südwesten von Nicaragua am Vulkan Concepción. Weit vom Hauptareal getrennt kommt die Art außerdem am Berg Cerro Pirre an der Grenze von Panama und Kolumbien vor. Die Art wächst zwischen 800 und 3200 m.
Gunnera insignis besiedelt offene und steinige Stellen an Rutschhängen, wie sie in Schluchten, an Bachufern und an Steilhängen vorkommen, aber auch Wegböschungen und ähnliche gestörte Standorte. Sie wächst auch in Übergangsbereichen zu Buschwäldern.

## Taxonomie
Gunnera insignis wurde 1857 vom dänischen Botaniker Anders Sandøe Ørsted auf Grundlage seiner eigenen Aufsammlungen als Pankea insignis beschrieben. Der Typusfundort ist der Vulkan Irazú in Costa Rica. Alphonse Pyrame de Candolle stellte 1868 die Art in die Gattung Gunnera. Gunnera wendlandii Reinke ex Schindl. ist möglicherweise ein Synonym.
Gunnera insignis gehört zur Untergattung Panke, die den Großteil der amerikanischen Arten der Gattung umfasst und sich durch das Fehlen von Ausläufern und das Vorhandensein von zahlreichen Niederblättern an der Spitze des Rhizoms unterscheidet.
Aus der Cordillera de Talamanca in Costa Rica sind Hybriden mit Gunnera talamancana beschrieben worden.

## Etymologie
Das Artepitheton insignis (lat. ausgezeichnet, hervorstechend) bezieht sich auf das prachtvolle Erscheinungsbild dieser Art. Der Gattungsname Gunnera ehrt den norwegischen Bischof und Botaniker Johan Ernst Gunnerus.

## Sonstiges
In Costa Rica trägt die Art den Namen Sombrilla de pobre, d. h. Sonnenschirm des armen Manns.